# Benedikt Höwedes
Benedikt Höwedes (Haltern, Alemania, 29 de febrero de 1988) es un exfutbolista alemán que jugaba de defensa.

## Trayectoria

### Schalke 04 II
Höwedes empezó a jugar en el TuS Haltern en 1994. En el año 2001 estuvo medio año en el SG-Herten Langenbochum. En julio de ese mismo año fue transferido a los equipos juveniles del Schalke 04. En 2003 se convirtió en el capitán del equipo sub-19 del Schalke que ganó la Bundesliga Sub-19 en la temporada 2006-07. Además en septiembre de 2007, la Federación Alemana de Fútbol premió a Höwedes con la Medalla Fritz Walter como el mejor jugador de dicho torneo. En enero de 2007 firmó su primer contrato profesional con el Schalke 04 pero hasta octubre de 2007 estuvo jugando con el segundo equipo que jugaba la Oberliga.

### Schalke 04
El debut de Höwedes con el Schalke ocurrió el día 3 de octubre de 2007, en un partido de la Liga de Campeones de la UEFA contra el Rosenborg de Noruega. El 10 de diciembre de 2008, Höwedes extendió su contrato que le mantendrá en el club hasta el 30 de junio de 2014. El 23 de julio de 2011, se confirmó que Höwedes sería el nuevo capitán del Schalke 04. El 10 de febrero de 2016, Höwedes extendió su contrato que le mantendría en el club hasta el 30 de junio de 2020.

### Juventus de Turín
El 30 de agosto de 2017 se confirmó su cesión por 3,5 millones de euros con opción de compra por 11 millones firmando contrato hasta 2020 con la Juventus.

### Lokomotiv de Moscú
Llegó al conjunto ruso procedente del Schalke 04 en julio de 2018. El 8 de junio de 2020 el club anunció la rescisión de su contrato después de viajar a Alemania durante la pandemia de enfermedad por coronavirus y no regresar a Rusia para la reanudación del campeonato por motivos familiares.
El 31 de julio de 2020 anunció su retirada a los 32 años de edad.

## Selección nacional

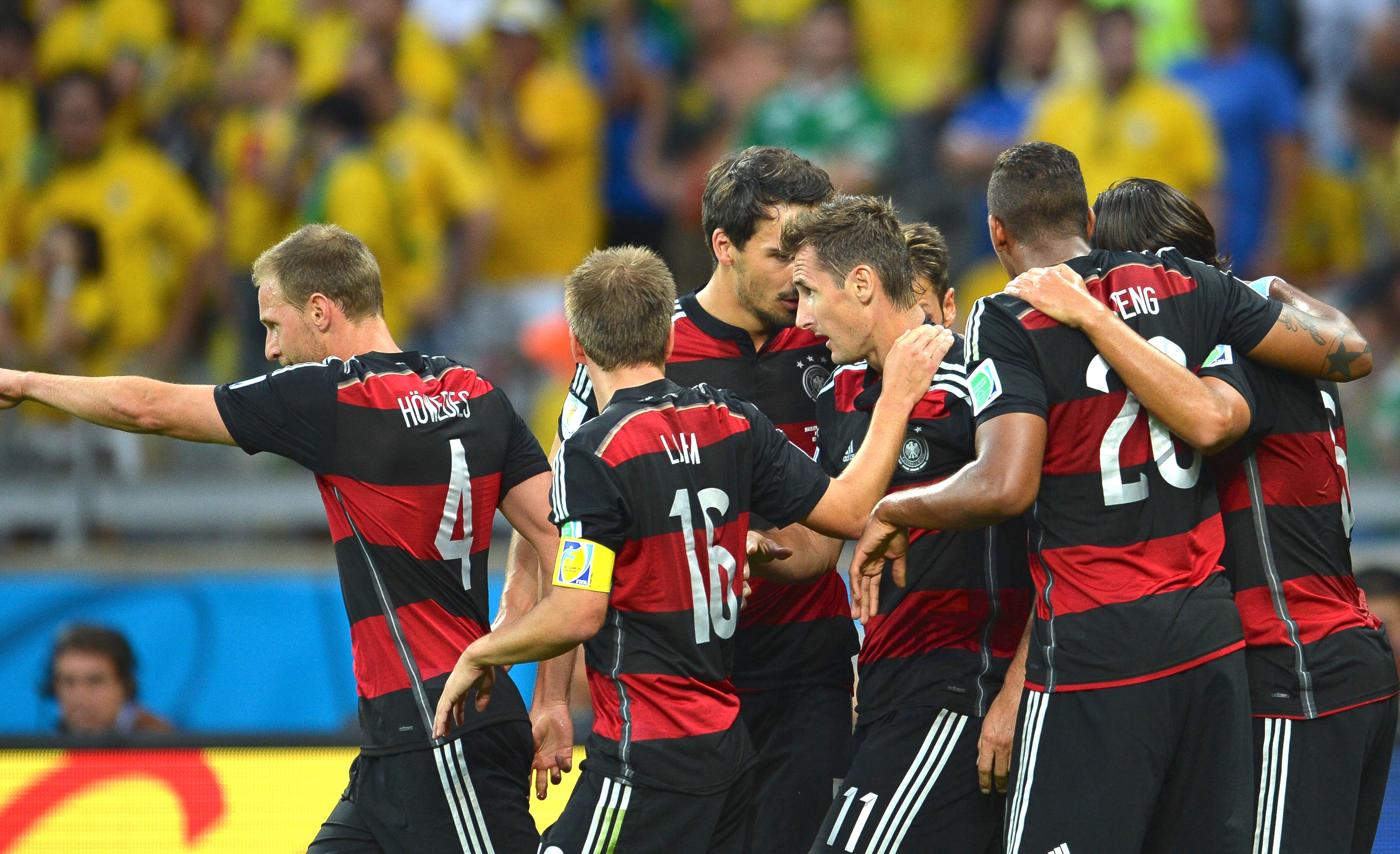
Höwedes celebrando junto a sus compañeros la marca batida por Miroslav Klose como el mayor goleador en la historia de los mundiales.

Ha sido internacional con la selección de fútbol de Alemania en las categorías sub-18, sub-19, sub-20 y sub-21. Con la selección absoluta ha disputado 44 partidos y ha marcado 2 goles. Debutó el 29 de mayo de 2011 en un encuentro amistosos ante la selección de Uruguay que finalizó con marcador de 2-1 a favor de los alemanes.
El 8 de mayo de 2014 fue incluido en la lista preliminar de 30 jugadores por el entrenador Joachim Löw con miras a la fase final de la Copa del Mundo. La nómina definitiva de los 23 jugadores que viajaron a Brasil se anunció el 2 de junio. Jugó todos los minutos de los siete partidos que disputó su selección.

### Participaciones en Copas del Mundo
| Mundial                        | Sede   | Resultado |
| ------------------------------ | ------ | --------- |
| Copa Mundial de Fútbol de 2014 | Brasil | Campeón   |

### Participaciones en Eurocopas
| Eurocopa                | Sede              | Resultado |
| ----------------------- | ----------------- | --------- |
| Eurocopa Sub-21 de 2009 | Suecia            | Campeón   |
| Eurocopa 2012           | Polonia y Ucrania | Semifinal |
| Eurocopa 2016           | Francia           | Semifinal |

## Clubes y estadísticas
Actualizado al último partido jugado el 15 de marzo de 2020.
| Club | Div.                | Temporada           | Liga  | Liga  | Liga   | Copas nacionales(1) | Copas nacionales(1) | Copas nacionales(1) | Copas internacionales(2) | Copas internacionales(2) | Copas internacionales(2) | Otras competencias(3) | Otras competencias(3) | Otras competencias(3) | Total | Total | Total  |
| Club | Div.                | Temporada           | Part. | Goles | Asist. | Part.               | Goles               | Asist.              | Part.                    | Goles                    | Asist.                   | Part.                 | Goles                 | Asist.                | Part. | Goles | Asist. |
| --- | ------------------- | ------------------- | ----- | ----- | ------ | ------------------- | ------------------- | ------------------- | ------------------------ | ------------------------ | ------------------------ | --------------------- | --------------------- | --------------------- | ----- | ----- | ------ |
| F. C. Schalke 04 II · Alemania                                                                                                   | 4.ª                 | 2006-07             | 1     | 0     | 0      | -                   | -                   | -                   | -                        | -                        | -                        | -                     | -                     | -                     | 1     | 0     | 0      |
| F. C. Schalke 04 II · Alemania                                                                                                   | 4.ª                 | 2007-08             | 13    | 0     | 0      | -                   | -                   | -                   | -                        | -                        | -                        | -                     | -                     | -                     | 13    | 0     | 0      |
| F. C. Schalke 04 II · Alemania                                                                                                   | 3.ª                 | 2008-09             | 1     | 0     | 0      | -                   | -                   | -                   | -                        | -                        | -                        | -                     | -                     | -                     | 1     | 0     | 0      |
| F. C. Schalke 04 II · Alemania                                                                                                   | Total               | Total               | 15    | 0     | 0      | -                   | -                   | -                   | -                        | -                        | -                        | -                     | -                     | -                     | 15    | 0     | 0      |
| F. C. Schalke 04 · Alemania | 1.ª                 | 2007-08             | 6     | 0     | 0      | 0                   | 0                   | 0                   | 3                        | 0                        | 0                        | -                     | -                     | -                     | 9     | 0     | 0      |
| F. C. Schalke 04 · Alemania | 1.ª                 | 2008-09             | 24    | 2     | 1      | 2                   | 0                   | 0                   | 7                        | 0                        | 0                        | -                     | -                     | -                     | 33    | 2     | 1      |
| F. C. Schalke 04 · Alemania | 1.ª                 | 2009-10             | 33    | 3     | 1      | 5                   | 3                   | 0                   | -                        | -                        | -                        | -                     | -                     | -                     | 38    | 6     | 1      |
| F. C. Schalke 04 · Alemania | 1.ª                 | 2010-11             | 30    | 1     | 0      | 6                   | 1                   | 1                   | 10                       | 2                        | 0                        | 1                     | 0                     | 0                     | 47    | 4     | 1      |
| F. C. Schalke 04 · Alemania | 1.ª                 | 2011-12             | 22    | 1     | 2      | 3                   | 0                   | 0                   | 8                        | 0                        | 1                        | 1                     | 0                     | 0                     | 34    | 1     | 3      |
| F. C. Schalke 04 · Alemania | 1.ª                 | 2012-13             | 32    | 0     | 2      | 3                   | 0                   | 0                   | 8                        | 2                        | 0                        | -                     | -                     | -                     | 43    | 2     | 2      |
| F. C. Schalke 04 · Alemania | 1.ª                 | 2013-14             | 19    | 1     | 0      | 3                   | 1                   | 0                   | 10                       | 0                        | 1                        | -                     | -                     | -                     | 32    | 2     | 1      |
| F. C. Schalke 04 · Alemania | 1.ª                 | 2014-15             | 28    | 2     | 0      | 0                   | 0                   | 0                   | 6                        | 1                        | 0                        | -                     | -                     | -                     | 34    | 3     | 0      |
| F. C. Schalke 04 · Alemania | 1.ª                 | 2015-16             | 15    | 1     | 0      | 1                   | 0                   | 0                   | 3                        | 0                        | 0                        | -                     | -                     | -                     | 19    | 1     | 0      |
| F. C. Schalke 04 · Alemania | 1.ª                 | 2016-17             | 31    | 1     | 1      | 4                   | 0                   | 1                   | 11                       | 1                        | 2                        | -                     | -                     | -                     | 46    | 2     | 4      |
| F. C. Schalke 04 · Alemania | Total               | Total               | 234   | 11    | 7      | 27                  | 5                   | 2                   | 64                       | 6                        | 4                        | 2                     | 0                     | 0                     | 327   | 22    | 13     |
| Juventus F. C. · Italia | 1.ª                 | 2017-18             | 3     | 1     | 0      | 0                   | 0                   | 0                   | 0                        | 0                        | 0                        | 0                     | 0                     | 0                     | 3     | 1     | 0      |
| Juventus F. C. · Italia | Total               | Total               | 3     | 1     | 0      | 0                   | 0                   | 0                   | 0                        | 0                        | 0                        | 0                     | 0                     | 0                     | 3     | 1     | 0      |
| F. C. Lokomotiv Moscú · Rusia | 1.ª                 | 2018-19             | 17    | 3     | 0      | 4                   | 1                   | 0                   | 5                        | 0                        | 0                        | -                     | -                     | -                     | 26    | 4     | 0      |
| F. C. Lokomotiv Moscú · Rusia | 1.ª                 | 2019-20             | 18    | 0     | 0      | 0                   | 0                   | 0                   | 6                        | 0                        | 0                        | 0                     | 0                     | 0                     | 24    | 0     | 0      |
| F. C. Lokomotiv Moscú · Rusia | Total               | Total               | 35    | 3     | 0      | 4                   | 1                   | 0                   | 11                       | 0                        | 0                        | 0                     | 0                     | 0                     | 50    | 4     | 0      |
| Total en su carrera | Total en su carrera | Total en su carrera | 287   | 15    | 7      | 31                  | 6                   | 2                   | 75                       | 6                        | 4                        | 2                     | 0                     | 0                     | 395   | 27    | 13     |
| (1)Incluye Copa de Alemania. (2)Incluye Liga de Campeones de la UEFA y Liga Europa de la UEFA. (3)Incluye Supercopa de Alemania. |                     |                     |       |       |        |                     |                     |                     |                          |                          |                          |                       |                       |                       |       |       |        |

## Palmarés

### Campeonatos nacionales
| Título                | Club                  | País     | Año     |
| --------------------- | --------------------- | -------- | ------- |
| Copa de Alemania      | F. C. Schalke 04      | Alemania | 2010-11 |
| Supercopa de Alemania | F. C. Schalke 04      | Alemania | 2011    |
| Copa Italia           | Juventus F. C.        | Italia   | 2017-18 |
| Serie A               | Juventus F. C.        | Italia   | 2017-18 |
| Copa de Rusia         | F. C. Lokomotiv Moscú | Rusia    | 2018-19 |
| Supercopa de Rusia    | F. C. Lokomotiv Moscú | Rusia    | 2019    |

### Copas internacionales
| Título                 | Club (*)              | Sede   | Año  |
| ---------------------- | --------------------- | ------ | ---- |
| Eurocopa Sub-21        | Selección de Alemania | Suecia | 2009 |
| Copa Mundial de Fútbol | Selección de Alemania | Brasil | 2014 |

(*) Incluyendo la selección.